# Larroque-sur-l'Osse
 Larroque-sur-l'Osse  là một xã thuộc tỉnh Gers trong vùng Occitanie miền nam nước Pháp.